# Engina fuscolineata
Engina fuscolineata is een slakkensoort uit de familie van de Buccinidae. De wetenschappelijke naam van de soort is voor het eerst geldig gepubliceerd in 1913 door E.A.Smith.